# Comité national olympique et sportif guinéen
Le Comité national olympique et sportif guinéen (CNOSG) est le comité national olympique de la Guinée.

## Historique
Le CNOSG voit le jour en 1964 à Conakry. Il est reconnu par le CIO depuis 1965.

## Présidents
| N° | Nom et prénoms             | Debut       | Fin      |
| -- | -------------------------- | ----------- | -------- |
| 01 | Alpha Ibrahma Mongo Diallo | 1986        | 2001     |
| 02 | Naby Camara                | 2002        | 2022     |
| 03 | Ben Daouda Nassoko         | 11-11- 2022 | En cours |